# Kászim ibn Nászir
Kászim ibn Nászir (1977. július 12. –) tunéziai nemzetközi labdarúgó-játékvezető.

## Pályafutása

### Labdarúgó-játékvezetőként

#### Nemzetközi játékvezetés
A Tunéziai labdarúgó-szövetség Játékvezető Bizottsága 2004-ben terjesztette fel nemzetközi játékvezetőnek, a Nemzetközi Labdarúgó-szövetség (FIFA) bíróinak keretébe. Több válogatott és nemzetközi klubmérkőzést vezetett.

##### Afrika Kupa
Ghána adott otthont a 26. kontinensbajnokságnak, a 2008-as afrikai nemzetek kupája labdarúgó találkozónak, ahol a Ghána–Namíbia (1:0) és a Nigéria–Benin (2:0) csoporttalálkozókat vezette.
Angola rendezte a 27., a 2010-es afrikai nemzetek kupája nemzetközi labdarúgó torna végső találkozóit, ahol Elefántcsontpart–Burkina Faso (0:0) csoporttalálkozón szolgálta a labdarúgást játékvezetőként.
Vezetett mérkőzéseinek száma: 3

##### Afrika Konföderációs kupa
2009-ben a CAF Játékvezető Bizottsága szakmai munkájának elismeréseként felkérte a Haras El Hodoud–Al Ahly Tripoli (2:1) negyeddöntőt irányította.